# Ulderic Cipollone

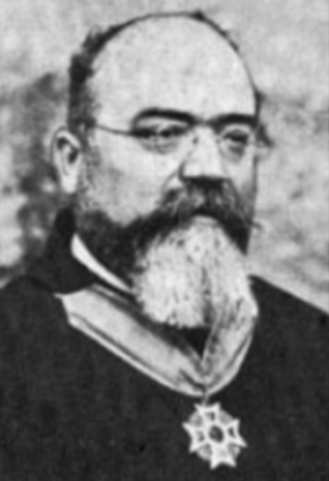
Ulderic Cipollone

Ulderic Cipollone (* 10. Mai 1868 in Recinetti, (Italien); † 3. April 1927 in Galați (Rumänien)) war ein römisch-katholischer Geistlicher und von 1916 bis 1920 Apostolischer Administrator der Diözese Iaşi.

## Leben
Cipollone trat der Gemeinschaft der Franziskaner bei und wurde 1892 zum Ordenspriester geweiht und wurde als Missionar nach Moldawien geschickt. Er arbeitete in Galați und im franziskanischen Priesterseminar in Hălăuceşti. Er wurde Generalkommissar des Franziskanerordens in der Republik Moldau und 1913 Generalvikar des Erzbischofs.
Nach dem Tod von Erzbischof Nicolae Iosif Camilli wurde er am 30. Januar 1916 zum Apostolischen Administrator ernannt. 
Wegen der Kriegsereignisse verschob der Vatikan die Bischofsernennungen und so führte er das Bistum im Ersten Weltkrieg und in den schweren Nachkriegsjahren. Er eröffnete zwei Waisenhäuser und forderte Gläubige wie Geistliche auf, Denkmäler zu errichten, um die gefallenen Soldaten zu ehren. Er setzte sich ganz besonders für die Verbesserung der Lebensbedingungen der deutsch- und ungarischstämmigen Priestern in den Deportationslagern in Rumänien ein.
Nach der Ernennung von Theodore Alexander Cisar am 22. April 1920 zum Bisof von Iaşi, seiner Weihe und Installation am 22. August 1920 war die Administration beendet und Ulderic Cipollone wurde Pfarrer in Huşi und 1922 in seiner früheren Wirkungsstätte in Galati. Hier starb er am 3. April 1927 und wurde in der Priesterkrypta des Friedhofs beigesetzt.